# Массіна (Айова)
Массіна (англ. Massena) — місто (англ. city) в США, в окрузі Кесс штату Айова. Населення — 359 осіб (2020).

## Географія
Массіна розташована за координатами 41°15′2″ пн. ш. 94°46′11″ зх. д. / 41.25056° пн. ш. 94.76972° зх. д. (41.250644, -94.769820).  За даними Бюро перепису населення США в 2010 році місто мало площу 1,79 км², уся площа — суходіл.

## Демографія
Згідно з переписом 2010 року, у місті мешкало 355 осіб у 161 домогосподарстві у складі 97 родин. Густота населення становила 198 осіб/км².  Було 191 помешкання (106/км²).
Расовий склад населення:
| - 99,4 % — білих - 0,3 % — чорних або афроамериканців |

До двох чи більше рас належало 0,0 %. Частка іспаномовних становила 2,8 % від усіх жителів.
За віковим діапазоном населення розподілялося таким чином: 24,2 % — особи молодші 18 років, 56,4 % — особи у віці 18—64 років, 19,4 % — особи у віці 65 років та старші. Медіана віку мешканця становила 44,3 року. На 100 осіб жіночої статі у місті припадало 101,7 чоловіків;  на 100 жінок у віці від 18 років та старших — 85,5 чоловіків також старших 18 років.
Середній дохід на одне домашнє господарство  становив 48 650 доларів США (медіана — 36 250), а середній дохід на одну сім'ю — 61 996 доларів (медіана — 42 500). За межею бідності перебувало 14,4 % осіб, у тому числі 18,3 % дітей у віці до 18 років та 15,9 % осіб у віці 65 років та старших.
Цивільне працевлаштоване населення становило 180 осіб. Основні галузі зайнятості: освіта, охорона здоров'я та соціальна допомога — 22,8 %, фінанси, страхування та нерухомість — 13,9 %, виробництво — 13,3 %.